# 榊原晃三
榊原 晃三（さかきばら こうぞう、1930年7月30日 - 1996年12月13日）は、日本のフランス文学者、翻訳家。

## 生涯
愛知県名古屋市生まれ。早稲田大学仏文科修士課程修了。法政大学、共立女子大学などの非常勤講師を勤めた。
アルセーヌ・リュパン、メグレ警視などのほか、フランスの推理小説、ジュール・ヴェルヌなどSF、アレクサンドル・デュマ・ペール、ミッシェル・トゥルニエなどを幅広く翻訳した。

## 著書
- 『ジャンヌ＝ダルク』（ぎょうせい、世界の伝記） 1980
- 『コロンブス』（ぎょうせい、世界の伝記） 1980
- 『ダ＝ビンチ』（ぎょうせい、世界の伝記） 1981
- 『南海の冒険者たち』（ぎょうせい、世界ノンフィクション全集） 1984
- 『奇蹟・ルルドの泉 聖母マリアに出会った少女』（小学館） 1985

## 翻訳
- 『私生児』（La Bâtarde、ヴィオレット・ルデュック、浅野八郎共訳、二見書房） 1966
- 『性と知性』（Sex and the Intelligent Teenager、コーリン・ウィルソン、二見書房） 1966
- 『唇からナイフ：淑女スパイ モデスティ・ブレイズ』（Modesty Blaise、ピーター・オドンネル、講談社） 1966
- 『クウェート大作戦：淑女スパイ モデスティ・ブレイズ』（Sabre-Tooth、ピーター・オドンネル、講談社） 1966
- 『荒廃』（Ravages、V・ルデュック、二見書房） 1967
- 『ベニスへの密使』（The Venetian Affair、ヘレン・マッキネス、講談社） 1967
のちハヤカワ文庫
- 『肉体の映像』（L'Image、ジャン・ド・ベルグ、講談社） 1967
のち『イマージュ」』（ハヤカワ文庫、河出文庫）
- 『ミッシェルは夜』（ジャック・ステルンベルグ、講談社） 1968
- 『青いオウムの秘密』（ロワジィ、文研出版、文研児童図書館） 1969
- 『愛しているといってくれ』（Tell Me That You Love Me、マージョリイ・ケロッグ、早川書房、ハヤカワノヴェルズ） 1969
のちハヤカワ文庫
- 『騎馬の民』（Les Cavaliers、ジョゼフ・ケッセル、読売新聞社） 1969
のちハヤカワ文庫NV
- 『ロダンの生涯 私は裸でやって来た』（デイヴィド・ウァイス、二見書房） 1969
- 『九十三年』（ヴィクトル・ユーゴー、潮文庫） 1969 - 1970
- 『さらば友よ』（Adieu l'ami、セバスチャン・ジャプリゾ、早川書房） 1969
- 『電子人間のきゅうか』（Le Robot Sauvage、セナック、偕成社、世界のこどもエスエフ15） 1970
- 『史上最大のスパイ事件』（Moskau wusste alles、ピエール・アコス、ピエール・クェト、三崎書房） 1970
- 『現代の冒険 7 大空を翔ける』「アフリカ風船旅行」（A・スミス、文藝春秋） 1970
- 『くちづけ』（The Sterile Cuckoo、ジョン・ニコルズ、早川書房、ハヤカワノヴェルズ） 1970
のちハヤカワ文庫
- 『にんじん』（ジュール・ルナール、潮文庫） 1970
- 『影の軍隊』（L'Armée des ombres、ジョゼフ・ケッセル、早川書房、ハヤカワノヴェルズ） 1970
- 『クリージー』（Creezy、フェリシャン・マルソー、新潮社） 1970
- 『五十万人の兵士の墓 反乱の雅歌篇』（Tombeau pour cinq cent mille soldats、ピエール・ギュイヨタ、二見書房） 1970
- 『暗いルアンヌの旅』（アン・エドワード(Anne Edwards)、講談社） 1970
- 『ブラック・ユーモア選集 第1巻 幻の下宿人』（ローラン・トポール(Roland Topor)、早川書房） 1970
のち河出文庫
- 『ブラック・ユーモア選集 第6巻 外国篇 - 短篇集』（早川書房） 1970
- 『新イソップ物語』（G・ド・ラ・グランディエール、小学館、オールカラー版世界の童話41） 1971
- 『デブの国とヤセの国』（Patapoufs et filifers、モーロワ、旺文社、旺文社ジュニア図書館） 1971
- 『わがままいっぱいの国』（Le Pays des trente-six mille volontes、モーロワ、旺文社、旺文社ジュニア図書館） 1971
- 『コレット著作集 8 動物の対話』（コレット、二見書房） 1971
- 『ラモン・メルカデルの第二の死』（La Deuxième Mort de Ramón Mercader、ホルヘ・センプルン、新潮社） 1971
- 『愛の回想』（ヴイオレット・ルデュック、二見書房） 1971
- 『虫の詩人 ファーブル』（エレノア・ドーリー、学習研究社、世界の伝記6） 1971
のち偕成社文庫
- 『光は悲しみをこえて キューリー夫人』（E・ドーリー、学習研究社、世界の伝記16） 1972
のち偕成社文庫
- 『微生物のかりゅうど ルイ・パスツール』（E・ドーリー、学習研究社、世界の伝記14） 1972
- 「ムスティの絵本」（T.V.スタジオ・デュブイ、那須田稔共訳、小学館） 1972
1)『ムスティのおつかい』
2)『ムスティきしゃにのる』
3)『ムスティとうさぎさん』
4)『ムスティとうまのおじいさん』
5)『ムスティどうぶつえんへいく』
6)『ムスティまいごのこうさぎ』
7)『こうのとりのひっこし』
8)『ムスティのママはびょうき』
9)『ムスティのなつやすみ』
10)『ムスティとフェリーボート』
11)『ムスティとうさぎさんのめがね』
12)『ムスティとサーカス』
- 『野生のプリンセス』（ルネ・ギョ(René Guillot)、第三文明社） 1972
- 『サルトルと愛 その哲学・文学における情念論の考察』（シュザンヌ・リラール(Suzanne Lilar)、サイマル出版会） 1972
- 『エデンエデンエデン』（Eden, Eden, Eden、ピエール・ギュヨタ、二見書房） 1972
- 『リュシエンヌに薔薇を』（ローラン・トポール、早川書房、世界の短篇） 1972
- 『新・ロビンソンクルーソー』（ミシェル・トゥールニエ、岩波書店、岩波少年少女の本） 1973
- 『禁じられた領域』（ポール・レオトー(Paul leautaud)、新潮社） 1973
- 『ウサギは野を駆ける』（La Course du Lièvre à Travers les Champs,セバスチャン・ジャプリゾ、早川書房、世界ミステリ全集）  1973
- 『尾行された少年たち』（ポール・ベルナ(Paul Berna)、学習研究社、少年少女サスペンス推理7） 1974
- 「チップとタップの絵本」（T.V.スタジオ・デュプイ、森比左志共訳、小学館） 1974
1)『おふろに はいろう』
2)『やねに のぼった にわとりさん』
3)『ねずみの おばさんと ケーキ』
4)『チップと タップ つきへ いく』
5)『にんじんどろぼうは だあれ』
6)『おおゆきが ふったよ』
- 『さらば王様』（ピエール・ショアンドェルフェル(Pierre Schoendoerffer)、早川書房、ハヤカワノヴェルズ） 1974
- 『さすらいの青春』（Le Grand Meaulnes、アラン・フルニエ、集英社、ジュニア版世界の文学） 1975
- 『最後の授業』（アルフォンス・ドーデ、集英社、ジュニア版世界の文学） 1975
- 『バラをさかせた手』（ドーテル(Andre Dhotel)、文研出版、文研子どもランド） 1975
- 「カロリーヌの絵本」（Les Albums Roses、ピエール・プロブスト、木島和子・浜名宏共訳、小学館） 1975 - 1976◆
3)『チムはめいたんてい』　
7)『プーフとくろちゃん』
8)『ネニュファーのなつやすみ』
9)『どうぶつえんのユーピー』
10)『ふうせんにのったチム』
12)『さんすうがだいすき』
14)『ピコタンはおんがくか』
15)『ユーピーは１ねんせい』
- 『女王さまになるために』（マリ・コルモン(Marie Colmont)、小学館、小学館の創作童話シリーズ16） 1975
- 『眠れる森の美女』（シャルル・ペロー、出帆社） 1976
- 『悪魔のしっぽ』（家の光協会、世界の民話 フランス編） 1977
- 『黄色い部屋の秘密』（ガストン・ルルー、文研出版） 1977
- 『風車小屋便り』（ドーデ、春陽堂少年少女文庫） 1977
- 『ファーブル昆虫記』（ファーブル、春陽堂少年少女文庫） 1977
- 『レ・ミゼラブル』（ヴィクトール・ユゴー、国土社、国土社版 世界の名作） 1977
- 『長ぐつをはいたねこ』（ペロー、小学館、世界のメルヘン絵本） 1978
- 『フランダースの犬』（ウィーダ、集英社、子どものための世界名作文学） 1978
- 『銀行50億強奪犯の掘った奪った逃げた』（Les Égouts du paradis、アルベール・スパジアリ、新潮社） 1978
- 『海への一歩』（マックス・ガロ、早川書房、ハヤカワノヴェルズ） 1979
- 『赤い小人』（Le Coq de bruyère、ミシェル・トゥルニエ、村上香住子共訳、早川書房、ハヤカワノヴェルズ） 1979
- 『ピポ王子』（Histoire du Prince Pipo、ピエール・グリパリ(Pierre Gripari)、早川文庫） 1980
- 『鳩は貴族の星をめざす』（Veloce, Pigeon-Fleche、エヴァンゲロス・アヴェロフ(Evanghelos Averoff)、新潮社） 1980
- 『白いふくろうと青いねずみ』（ジャン・ジュベール(Jean Joubert)、国土社） 1980
- 『シャネル ザ・ファッション』（エドモンド・シャルル＝ルー(Edmonde Charles-Roux)、新潮社） 1980
- 『マヨルカ島のバレリーナ』（P・J・ボンゾン(Paul-Jacques Bonzon)、偕成社、マスコットブックス） 1980
- 『大脱出』（Le Grand Partir、アンリ・グゴー(Henri Gougaud)、白水社、世界の文学） 1982
- 『フライデーあるいは太平洋の冥界』（Vendredi ou les Limbes du Pacifique、M・トゥルニエ、岩波書店） 1982
- 『巌窟王』（デュマ、集英社、少年少女世界の名作） 1982
- 『三銃士』（デュマ、ぎょうせい、少年少女世界名作全集） 1983
- 「冒険者たちの世界史 ラルース版　劇画」（ミシェル・ド・フランス、タイムライフブックス） 1983
1)『古代の冒険王　オデュッセウス、アレクサンドロス大王』
2)『バイキングの英雄たち　アスコルド、赤毛のエリク』
3)『東方見聞の旅　マルコ・ポーロ、イブン・バツータ』
4)『アメリカ大陸発見』
5)『香辛料の国インドをめざす　バスコ・ダ・ガマ、アルブケルケ』
6)『アズテクの黄金　コルテス、デ・ソト』
7)『インカ帝国の最期　ピサロ、バルディビア』
8)『秘境アマゾン　オレリャーナ、スターデン』
9)『最初の世界一周　マジェラン、ザビエル』
10)『新大陸開拓のあけぼの　カルティエ、ローリー』
11)『ミシシッピ川をくだる　ハドソンとバレンツ、ラ・サール』
12)『七つの海の海賊船　ドレーク船長、メンダナとキロス』
13)『オーストラリアの発見　タスマン・ダンピア』
14)『太平洋の冒険者　クック船長、ラ・ペルーズ』
15)『バウンティ号の反乱　ブライ船長と水夫たち、デジネフ』
16)『まぼろしの都トンブクツ　マンゴ・パーク、カイエとバルト』
17)『アフリカ奥地探検　リビングストン、スタンレー』
18)『ナイルの源流を求めて　スタンレー、古代ローマ軍の探検家たち』
19)『アメリカ大陸横断　ルイスとクラーク、西部の開拓者たち』
20)『世界一周博物紀行　ダーウィン、砂漠の大陸の挑戦者』
21)『ヒマラヤをこえて　アルト、ヘディン』
22)『北極点の征服者　ナンセン、ピアリー』
23)『南極大陸死の踏破　スコットとアムンゼン、バード提督』
24)『高山、深海、そして宇宙へ　 ヒラリーとピカール、宇宙飛行士たち』
- 『オリエントの星の物語』（Gaspard, Melchior et Balthazar、ミシェル・トゥルニエ、白水社） 1983
- 『夜歩く手 フランス編』（ギ・ド・モーパッサン、金の星社、世界こわい話ふしぎな話傑作集7） 1984
- 『黄金の脳を持つ男 フランス編』（ドーデほか、金の星社、世界こわい話ふしぎな話傑作集8） 1984
- 『ビーナスの殺人 フランス編』（メリメほか、金の星社、世界こわい話ふしぎな話傑作集9） 1984
- 『現代フランス幽霊譚』（ベルナール・ブラン、白水社） 1984
- 『フランスのむかし話』（偕成社文庫） 1985
- 『ライン河幻想紀行』（ユゴー、岩波文庫） 1985
- 『ぐうたら探偵苦戦中』（Un Coup Pourri、ドムーゾン(Alain Demouzon)、講談社文庫） 1985
- 『さかさま物語』（フィリップ・デュマ、ボリス・モアサール、佑学社、世界のよみもの21） 1985
- 『時間術』（L'art du temps、J＝L・セルヴァン＝シュレベール(Jean Louis Servan-Schreiber)、新潮社） 1985
- 『なんと美しい日曜日! ブーヘンワルト強制収容所・1944年冬』（Quel beau dimanche、ホルヘ・センプルン、岩波書店） 1986
- 『怪盗クモ団 名探偵ハリー・ディクソン1』（La bande de l'araignée、ジャン・レイ(Jean Ray)、岩波書店、岩波少年文庫） 1986
- 『地下の怪寺院 名探偵ハリー・ディクソン2』（Le temple de fer、ジャン・レイ、岩波書店、岩波少年文庫） 1987
- 『悪魔のベッド 名探偵ハリー・ディクソン3』（Le lit du diableジャン・レイ、岩波書店、岩波少年文庫） 1987
- 『聖女ジャンヌと悪魔ジル』（ミシェル・トゥルニエ、白水社） 1987
のち白水社Uブックス
- 『エリゼ宮の殺人』（Meurtre à l'Élysée、ジャン・デュシャトー(Jean Duchateau)、河出書房新社） 1988
- 『チャンピオンを売れ! スポーツをビジネスに変えた男』（アンドレ＝ジャン・ラフォリ(Andre Jean Lafaurie)、河出書房新社） 1988
- 『砂漠の鍵』（Les clés du désert、L・N・ラヴォル、ぎょうせい、地中海文明物語1） 1988
- 『クレオパトラの真珠』（Les perles de Cleopatre、L・N・ラヴォル、ぎょうせい、地中海文明物語2） 1988
- 『クレタ島の曲芸師』（L'acrobate de Minos、L・N・ラヴォル(L.N.Lavolle)、ぎょうせい、地中海文明物語3） 1988
- 『エトルリアの秘密』（Le secret des Etrusques、G・ボルドリーニ(Giuliana Boldrini)、ぎょうせい、地中海文明物語4） 1989
- 『太陽のお守り』（Le talisman du soleil、M・マンソー(M Manceau)、ぎょうせい、地中海文明物語5） 1989
- 『呪われた兜』（L'or de Delphes、A・ノエル(A Noel)、ぎょうせい、地中海文明物語6） 1989
- 『太陽の子』（Les fils du soleil、L・N・ラヴォル、ぎょうせい、地中海文明物語7） 1989
- 『除け者の栄光』（La Gloire du paria、ドミニック・フェルナンデス、新潮社） 1989
- 『ダディ』上・下（Daddy、ルー・デュラン(Loup Durand)、新潮文庫） 1989
- 『革命をかきまわした女たち』（Quand l'amour etait "Sains-Culotte"、ギ・ブルトン(Guy Breton)、福武書店） 1989
- 『モーパッサン怪奇傑作集』（モーパッサン、福武文庫） 1989
- 『三面レコードの秘密』（Le disque a trois Faces、アルチュール・ヴォデカル(Arthur Vaudescal)、評論社、児童図書館・SOSシリーズ） 1989
- 『ウイスキー奇譚集』（ジャン・レイ、白水社） 1989
- 「クロワ・ルス少年探偵団シリーズ」（P＝J＝ボンゾン(Paul-Jacques Bonzon)、偕成社、Kノベルス） 
1)『愛犬行方不明事件』(Les six compagnons de la Croix-Rousse) 1989
2)『原子力センター爆破計画』(Les six compagnons et la Pile Atomque) 1989
3)『スキー・スクール事件』(Les six compagnons et l'homme des neiges) 1989
4)『のろわれた城館』(Les six compagnons et le Chateau Maudit) 1989
5)『大洞窟の謎』(Les six compagnons au Marzal) 1989
6)『密輸飛行機を追え』(Les six compagnons et l'avion clandetin) 1989
7)『グランドピアノの謎』(Les six compagnons et le piano a queue) 1989
8)『盗まれた設計図』(Les six compagnons a Scotland Yard) 1992
9)『バレリーナの失踪』(Les six compagnons et le petit rat de l'Opera) 1992
10)『入り江の秘密』(Les six compagnons et le secret de la calanque) 1993
- 『笑いの錬金術 フランス・ユーモア文学傑作選』（竹内廸也共編、白水社、白水Uブックス） 1990
- 『39番目の世界』（Monde 39、ミシェル・フィリパール(Michel Philippart) 、評論社、児童図書館・SOSシリーズ） 1990
- 『メテオール（気象）』（Les Météores、ミシェル・トゥルニエ、南条郁子共訳、国書刊行会） 1991
- 『メランコリー作戦 西側経済を壊滅せよ』（Karl Marx Avenue、エリック・ローラン(Eric Laurent)、新潮文庫） 1991
- 『愛を語る夜の宴』（Le médianoche amoureux、ミシェル・トゥルニエ、福武書店） 1992
- 『死にいたる芳香』（La part des anges、ユベール・モンテイエ、早川書房） 1992
- 『アフルー 憎まれっ子奮戦記』（L'affreux、フランツ＝オリヴィエ・ジーズベール(Franz-Olivier Giesbert)、集英社） 1994
- 『世界の支配者』（ジュール・ヴェルヌ、集英社文庫） 1994
- 『別れるということ』（La séparation、ダン・フランク(Dan Franck)、中央公論社） 1994
- 『王妃マルゴ』（アレクサンドル・デュマ、河出文庫） 1994
- 『ピアフ・愛の真実』（モニク・ランジュ(Monique Lange)、近代文芸社） 1994
- 『ロマン・ド・ラブレー』（Le roman de Rabelais、ミシェル・ラゴン(Michel Ragon)、人文書院） 1994
- 『私家版』（Tire a Part、ジャン＝ジャック・フィシュテル(Jean‐Jacques Fiechter)、東京創元社、海外文学セレクション） 1995
のち創元推理文庫
- 『ヴェニスの街のなんと哀しき』（Le jour se leve a Rhodes、ソランジュ・ファスケル(Solange Fasquelle)、人文書院） 1995
- 『黄金のしずく』（La goutte d'or、ミシェル・トゥルニエ、白水社） 1996
- 『さようならということ』（Les Adieux、ダン・フランク、中央公論社） 1996
- 『夜ふかしのコント』（Les contes du médianoche、ミッシェル・トゥルニエ、パロル舎） 1996
- 『タナトノート 死後の世界への航行』（Les Thanatonautes、ベルナール・ヴェルベール(Bernard Werber)、日本放送出版協会） 1996
- 『フライデーあるいは野生の生活』（Vendredi ou la Vie sauvage、ミシェル・トゥルニエ、河出書房新社） 1996
- 『メトロチケット O探偵事務所事件簿』（Le ticket de métro、シムノン、パロル舎、くらしっくみすてりー） 1996
- 『ラニーの囚れ人 O探偵事務所事件簿』（Le Prisonnier de Lagny、シムノン、パロル舎、くらしっくみすてりー） 1996

### アルセーヌ・ルパン
- 『奇巌城』（ルブラン、集英社、ジュニア版世界の推理） 1972
のち岩波少年文庫
- 『ルパン対ホームズ』（ルブラン、集英社、怪盗ルパン1） 1973
のち岩波少年文庫
- 『ウネルヴィル城館の秘密』（Le secret d'Eunerville、アルセーヌ・ルパン（ピエール・ボワロー）、新潮文庫） 1974
- 『バルカンの火薬庫』（La Poudrière、アルセーヌ・ルパン、新潮文庫） 1975
- 『アルセーヌ・ルパンの第二の顔』（Le second visage d'Arsène Lupin、ボワロー＝ナルスジャック、新潮文庫） 1976
- 『怪盗ルパン 3 ユダヤランプの秘密』（ルブラン、春陽堂少年少女文庫） 1978
- 『怪盗ルパン 4 怪盗紳士ルパン』（ルブラン、春陽堂少年少女文庫） 1978
のち岩波少年文庫
- 『怪盗ルパン 5 女王の首かざり』（ルブラン、春陽堂少年少女文庫） 1978
- 『怪盗ルパン 6 地獄のわな』（ルブラン、春陽堂少年少女文庫） 1978
- 『怪盗ルパン 7 白鳥の首のエディス』（ルブラン、春陽堂少年少女文庫） 1979
- 『ルパン最後の事件』（ルブラン、偕成社、アルセーヌ=ルパン全集25） 1982
- 『アルセーヌ=ルパン全集 別巻5 赤い輪』（ルブラン、偕成社） 1988

### メグレ警視
- 『メグレの途中下車』（Maigret a peur、ジョルジュ・シムノン、河出書房新社、メグレ警視シリーズ4） 1976
- 『メグレたてつく』（Maigret se defénd、シムノン、河出書房新社、メグレ警視シリーズ9） 1977
のち河出文庫
- 『メグレと消えた死体』（Maigret et la Grande Perche、シムノン、河出書房新社、メグレ警視シリーズ14） 1977
のち河出文庫
- 『メグレと優雅な泥棒』（Maigret et le vouleur paresseux、シムノン、河出書房新社、メグレ警視シリーズ18） 1977
- 『メグレと殺人予告状』（Maigret hésite、シムノン、河出書房新社、メグレ警視シリーズ35） 1978
- 『メグレと死者の影』（L'Ombre chinoise、シムノン、河出書房新社、メグレ警視シリーズ48） 1980

### ジュール・ヴェルヌ
- 『海底二万リーグ』（ジュール・ヴェルヌ、あかね書房、少年少女世界SF文学全集） 1972
- 『チャンセラー号の筏』（ジュール・ヴェルヌ、集英社文庫） 1993
- 『二十世紀のパリ』（ジュール・ヴェルヌ、集英社） 1995
- 『地軸変更計画』（ジュール・ヴェルヌ、ジャストシステム） 1996 
のち創元SF文庫
- 『ラ・ペルーズの大航海』（ジュール・ヴェルヌ、NTT出版） 1997